# پارائنتلودون
پارائنتلودون (نام علمی: Paraentelodon) نام یک سرده از تیره کامل‌دندانان است.